# Euryphura chalcis
Euryphura chalcis är en fjärilsart som beskrevs av Felder 1860. Euryphura chalcis ingår i släktet Euryphura och familjen praktfjärilar. Inga underarter finns listade i Catalogue of Life.

## Bildgalleri

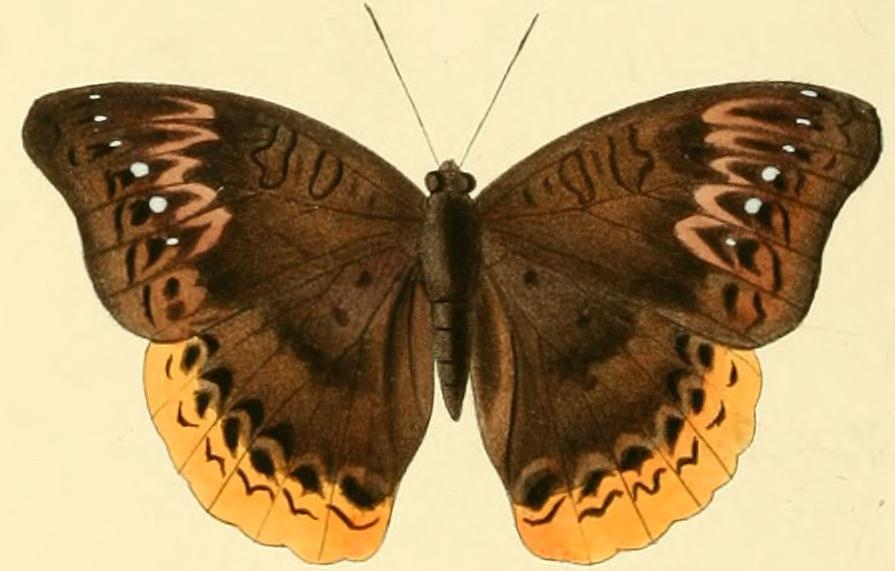